# 3-я улица Ямского Поля
3-я у́лица Ямско́го По́ля (до XIX века — Дворцо́вый прое́зд Ямско́го по́ля) — улица, расположенная в Северном административном округе города Москвы на территории района Беговой.

## История
Улица является одним из проездов, возникших при застройке поля, некогда принадлежавшего Тверской ямской слободе, и первоначально называлась Дворцо́вый прое́зд Ямско́го по́ля. В XIX веке улица получила современное название, наряду с остальными проездами, которые были названы улицами Ямского Поля с номерными обозначениями.

## Расположение
3-я улица Ямского Поля проходит от 1-й улицы Ямского Поля на северо-запад до улицы Правды. На улице организовано одностороннее движение в направлении улицы Правды. Нумерация домов начинается от 1-й улицы Ямского Поля.

## Примечательные здания и сооружения
По нечётной стороне:
- д. 9 — фабрика велосипедов «Дукс» (1890-е, архитектор Г. Н. Иванов), позже — табачная фабрика «Ява». Сейчас территорию занимает жилой комплекс «ArtResidence».
- д. 15 — здание бывшего Дома культуры, в 1990—2000-х годах перестроено под казино «Golden Palace»

## Транспорт

### Наземный транспорт
По 3-й улице Ямского Поля не проходят маршруты наземного общественного транспорта. У юго-западного конца улицы, на 1-й улице Ямского Поля, расположена остановка «3-я улица Ямского Поля» автобуса № 82.

### Метро
- Станции метро «Белорусская» Замоскворецкой линии и «Белорусская» Кольцевой линии (соединены переходом) — южнее улицы, на площади Белорусского Вокзала

### Железнодорожный транспорт
- Белорусский вокзал — южнее улицы, на площади Белорусского Вокзала